# John Berendt
John Berendt (* 5. Dezember 1939 in New York City, New York) ist ein US-amerikanischer Autor und Journalist, der mit seinem nonfiktionalen Buch Mitternacht im Garten von Gut und Böse („Midnight in the Garden of Good and Evil“) bekannt wurde. Er war mit diesem Buch Finalist für den Pulitzerpreis 1995 in der Kategorie Sachbuch (general non-fiction), erhielt im gleichen Jahr den Lambda Literary Award in der Kategorie Gay men’s mystery und erschien auf vielen Bestseller-Listen.

## Leben
Berendt wuchs in Syracuse (New York) auf. Seine beiden Eltern waren Schriftsteller. Während seines Studiums an der Harvard University arbeitete er im Stab der Satirezeitschrift Harvard Lampoon. Er schloss sein Studium im Jahr 1961 ab und zog nach New York City, um eine journalistische Karriere zu verfolgen. Berendt schrieb für die Fernsehmoderatoren David Frost und Dick Cavett. Er war von 1961 bis 1969 Mitherausgeber des Esquire-Magazins, von 1977 bis 1979 Mitherausgeber des New-York-Magazin und schrieb von 1982 bis 1994 eine monatliche Kolumne für das Esquire-Magazin.
Berendt veröffentlicht im Jahr 1994 den dokumentarischen Psychothriller Mitternacht im Garten von Gut und Böse und hatte über Nacht großen Erfolg damit; das Buch war zwei Jahre auf der New-York-Times-Bestsellerliste. Die Geschichte, real und beunruhigend, wurde von Berendt selbst in Savannah (Georgia) recherchiert: Jim Williams, ein homosexueller Snob, ist eine große „Nummer“ in Savannahs High society. Doch wie kam es dazu, dass der Strichjunge Danny plötzlich tot in seinem Herrenhaus lag? Geistreich und authentisch beschreibt Berendt viele schillernde Personen dieser Südstaatengesellschaft und ihrer Beziehungen untereinander. In einer sehr lebendigen Sprache dokumentiert er die historischen Orte in Savannah und Umgebung.
Nach dem Buch erschien ein gleichnamiger Film mit John Cusack und Kevin Spacey, bei dem Clint Eastwood Regisseur und einer der Produzenten war. Der Film erntete gemischte Kritiken.
Berendts zweites Buch, Die Stadt der fallenden Engel, wurde im September 2005 veröffentlicht. Es sind verwobene Chroniken des Lebens in Venedig in der Zeit nach dem Feuer von 1996, bei dem das Opernhaus La Fenice zerstört worden war. Auch hier lebt Berendt, der zufällig nach dem Brand in die Stadt kommt, erst einige Zeit selber in Venedig, um zu recherchieren und viele Interviews zu führen, die er dann in seinem Buch wiedergibt. Oftmals berichtet er aus dem bisherigen Leben der Personen und stellt ihre gesellschaftliche und künstlerische Bedeutung im Venedig dieser Zeit dar. Beispiele hierfür sind die Geigerin Olga Rudge, der Dichter Mario Stefani, der Maler Ludovico de Luigi, aber auch Geschichten um die Peggy Guggenheim Collection und den amerikanischen Förderverein Save Venice sowie der beiden Männer, die schließlich als Brandstifter verurteilt wurden. Der Leser vergisst schnell, dass es sich um ein Sachbuch und nicht um einen Roman handelt. Auch dieses Buch wurde zu einem Bestseller.